# Фассино, Пьеро
Пьеро Франко Родольфо Фассино (итал. Piero Franco Rodolfo Fassinoо файле; род. 7 октября 1949, Авильяна, провинция Турин, Пьемонт) — итальянский политик, министр внешней торговли в первом и втором правительствах Массимо Д’Алема (1998—2000), министр юстиции во втором правительстве Джулиано Амато (2000—2001), мэр Турина (2011—2016).

## Биография

### Ранние годы
Пьеро Фассино — единственный сын известного партизанского командира времён Второй мировой войны Эудженио Фассино, умершего в возрасте 43 лет от апоплексического удара, и Карлы Гриза. В 1968 году окончил в Турине школу классической системы образования при ордене иезуитов, известную как Istituto sociale dei padri gesuiti, затем поступил на юридический факультет, но переключился на изучение политологии. В возрасте 14 лет впервые вступил в политическую организацию — молодёжную антифашистскую группу «Новое сопротивление» (Nuova Resistenza). Позднее познакомился с лидером рабочего движения в Турине Авентино Паче (Aventino Pace) и 17 лет занимался профсоюзной работой на предприятиях FIAT. В 1969 году вступил в ИКП (сначала испытывал некоторые колебания, но принял окончательное решение после осуждения партией ввода советских войск в Чехословакию), а в 1970 году возглавил туринскую провинциальную организацию Итальянской молодёжной коммунистической федерации (FGCI).

### Партийная карьера
С 1975 по 1985 год являлся членом коммунального совета Турина, с 1985 по 1990 год входил в совет провинции Турин.
В 1983—1987 годах — секретарь федерации ИКП в Турине, в 1987—1991 годах — национальный секретарь по организационным вопросам ИКП, в каковом качестве участвовал в реорганизации партии в ДПЛС и до 1996 года являлся национальным секретарём ДПЛС по международным вопросам.
В 1998—2007 годах входил в руководство партии «Левые демократы». В ноябре 2001 года на съезде партии в Пезаро избран национальным секретарём с результатом 61,8 % (сильнейший из его соперников Джованни Берлингуэр получил поддержку 34,1 % делегатов). В феврале 2005 года Фассино был переизбран, получив 79 % голосов.

### Депутат парламента
В 1994—1996 годах состоял в Палате депутатов XII созыва во фракции прогрессистов-федералистов, в 1996—2006 годах в Палате XIII и XIV созывов — во фракции ЛД-«Оливковое дерево», в 2006—2008 годах в Палате XV созыва — во фракции ДП-«Оливковое дерево», в 2008—2013 годах в Палате XVI созыва — во фракции ДП.

### Работа в правительстве
Пьеро Фассино с 17 мая 1996 по 21 октября 1998 года являлся младшим статс-секретарём (sottosegretario di stato) Министерства иностранных дел в первом правительстве Романо Проди, с 21 октября 1998 по 22 декабря 1999 года — министром внешней торговли в первом и с 22 декабря 1999 по 25 апреля 2000 года — втором правительствах Массимо Д’Алема. Министр юстиции во втором правительстве Джулиано Амато с 25 апреля 2000 по 11 июня 2001 года.

### Мэр Турина
16 мая 2011 года Фассино, представлявший левоцентристскую коалицию во главе с Демократической партией, был избран мэром Турина в первом туре, получив голоса 56,66 % избирателей. Правоцентристская коалиция во главе с Народом свободы выдвинула кандидатуру Микеле Копполы, который набрал 27,30 % голосов (никто из остальных десяти претендентов не получил более 5 %). В том же году признан самым любимым мэром Италии.
5 июля 2013 года Фассино на съезде Национальной ассоциации итальянских коммун триумфально избран председателем этой организации мэров при одном воздержавшемся (мэр Пармы Федерико Пиццаротти из Движения пяти звёзд) и одном голосе против.
19 июня 2016 года во втором туре выборов мэра Турина проиграл с результатом 45,44 % голосов кандидатке Движения пяти звёзд Кьяре Аппендино, заручившейся поддержкой 54,56 % избирателей.
9 октября 2016 года стал известен преемник Фассино во главе Ассоциации коммун — сторонник Маттео Ренци, мэр Бари Антонио Декаро. Он остался единственным кандидатом на эту должность после консультаций в преддверии намеченного на 12-14 октября съезда Ассоциации, победив в политическом противостоянии мэра Пезаро Маттео Риччи и мэра Катании Энцо Бьянко.

## Расследования
В 2003 году бывший актёр и каскадёр, финансовый консультант Игорь Марини в рамках расследования так называемого «дела Telekom Serbia» обвинил ряд видных представителей левоцентристской части политического спектра, в том числе Пьеро Фассино, в получении взяток. В 2011 году Марини был осуждён на 10 лет тюремного заключения за финансовые преступления, а его показания против Фассино и других политиков ещё ранее признаны клеветой.
В 2005 году газета Il Giornale опубликовала перехват телефонного разговора менеджера банка Unipol Джованни Консорте с Пьеро Фассино, в котором последний произнёс фразу «Итак, мы — владельцы банка?» Консорте замешан в финансовом скандале Bancopoli и этот разговор стал предметом обсуждения возможной причастности Фассино к незаконной деятельности. В 2011 году в Милане суд признал предпринимателя Фабрицио Фавата, организовавшего запись упомянутого разговора, виновным в причинении морального вреда Пьеро Фассино.

## Личная жизнь
В 2003 году министр юстиции Роберто Кастелли поставил под вопрос достоверность сведений о высшем образовании Фассино, и представители последнего официально заявили, что в 1998 году он окончил Туринский университет, где с 1996 года изучал политологию, написав дипломную работу о компании FIAT. Кастелли продолжил критику после этих заявлений, поскольку в указанные годы Фассино работал в Министерстве иностранных дел Италии, но Фассино счёл вопрос исчерпанным.
Первой женой Фассино была журналистка Марина Касси (Marina Cassi), с 1992 года он женат на Анне Серафини (Anna Serafini), бездетен. В течение девяти лет учился в школе при ордене иезуитов, что, по его словам, способствовало формированию религиозных убеждений, но демонстрировать их на публике он не считает возможным, поскольку рассматривает их как сугубо личное дело. Не считает левые политические убеждения противоречащими учению церкви, поскольку они предполагают стремление к таким католическим ценностям, как справедливость, равенство и уважение к личности. Болеет за Ювентус (играл за юношеский состав этого клуба, в том числе в категории юниоров).

## Награды
- Командор ордена Почётного легиона (2013 год, Франция).
- Командор со звездой ордена Заслуг перед Республикой Польша (1997 год, Польша)[20].
- Орден князя Ярослава Мудрого III степени (30 октября 1997 года, Украина) — за личный вклад в развитие украинско-итальянского сотрудничества, активное участие в подготовке встреч на высшем уровне Президентов Украины и Итальянской Республики[21].
- Офицер ордена «За заслуги перед культурой»[рум.] в категории F «Продвижение Культуры» (2011 год, Румыния)[22].